# Noruega en los Juegos Paralímpicos de Salt Lake City 2002
Noruega estuvo representada en los Juegos Paralímpicos de Salt Lake City 2002 por un total de 27 deportistas, 24 hombres y tres mujeres.

## Medallistas
El equipo paralímpico noruego obtuvo las siguientes medallas:
| Nombre | Deporte            | Evento                                   |
| --- | ------------------ | ---------------------------------------- |
| Oro |                    |                                          |
| Ragnhild Myklebust | Biatlón            | 7,5 km silla de esquí femenino           |
| Ragnhild Myklebust | Esquí de fondo     | 2,5 km silla de esquí femenino           |
| Ragnhild Myklebust | Esquí de fondo     | 5 km silla de esquí femenino             |
| Ragnhild Myklebust | Esquí de fondo     | 10 km silla de esquí femenino            |
| Tone Gravvold Ragnhild Myklebust Siw Vestengen | Esquí de fondo     | 3 × 2,5 km clase abierta femenino        |
| Nils Erik Ulset | Esquí de fondo     | 10 km LW2-4 masculino                    |
| Nils Erik Ulset | Esquí de fondo     | 20 km de pie masculino                   |
| Helge Flo | Esquí de fondo     | 5 km B1 masculino                        |
| Kjartan Haugen | Esquí de fondo     | 5 km LW2-4 masculino                     |
| Andreas Hustveit | Esquí de fondo     | 5 km LW5-9 masculino                     |
| Plata |                    |                                          |
| Tone Gravvold | Biatlón            | 7,5 km ceguera femenino                  |
| Andreas Hustveit | Esquí de fondo     | 10 km LW5-9 masculino                    |
| Helge Bjørnstad Knut Erling Granaas Roger Hansen Eskil Hagen Atle Haglund Roger Johansen Kjetil Korbu Nilsen Rolf Einar Pedersen Tommy Rovelstad Erik Sandbraathen Johan Siqveland Geir Skogstad Stig Tore Svee Morten Syversen Arne Birger Vik | Hockey sobre hielo | Torneo masculino                         |
| Bronce |                    |                                          |
| Asle Tangvik | Esquí alpino       | Eslalon gigante masculino                |
| Siw Vestengen | Esquí de fondo     | 5 km de pie femenino                     |
| Siw Vestengen | Esquí de fondo     | 10 km de pie femenino                    |
| Siw Vestengen | Esquí de fondo     | 15 km de pie femenino                    |
| Tone Gravvold | Esquí de fondo     | 5 km B2-3 femenino                       |
| Kjartan Haugen Karl Einar Henriksen Andreas Hustveit | Esquí de fondo     | 1 × 2,5/2 × 5 km clase abierta masculino |